# Grönländische Fußballmeisterschaft 1997
Die Grönländische Fußballmeisterschaft 1997 war die 35. Spielzeit der Grönländischen Fußballmeisterschaft.
Meister wurde zum sechsten Mal NÛK, womit der Verein zu den Rekordmeistern N-48 Ilulissat und K-33 Qaqortoq aufschloss.

## Teilnehmer
Folgende Mannschaften nahmen an der Meisterschaft teil. Teilnehmer der Schlussrunde sind fett.
- FC Malamuk Uummannaq
- Disko-76 Qeqertarsuaq
- R-77 Oqaatsut
- I-69 Ilulissat
- N-48 Ilulissat
- Kugsak-45 Qasigiannguit
- T-41 Aasiaat
- Kâgssagssuk Maniitsoq
- B-67 Nuuk
- B-67 Nuuk II
- NÛK
- NÛK II
- K-33 Qaqortoq
- ATA Tasiilaq

## Modus
Der Modus ist unklar. Wie üblich gab es eine Vorrunde, eine Zwischenrunde und eine Schlussrunde. Allerdings ist nur die Vorrunde aus Nuuk überliefert, bei der die Zweite Mannschaft von NÛK sich vor der Ersten Mannschaft platzieren konnte. Offenbar hat die erste Mannschaft später aber den Startplatz übernommen. Es ist zudem auch nur die Zwischenrunde der Diskobucht überliefert. Anschließend qualifizierten sich wieder acht für die Schlussrunde, die in zwei Vierergruppen mit anschließender K.-o.-Phase ausgetragen wurde.

## Ergebnisse

### Vorrunde
Nuuk
| Pl. | Verein       | Sp. | S | U | N | Tore    | Diff. | Punkte |
| --- | ------------ | --- | - | - | - | ------- | ----- | ------ |
| 1.  | B-67 Nuuk    | 3   | 3 | 0 | 0 | 029:000 | +29   | 09     |
| 2.  | NÛK II       | 3   | 2 | 0 | 1 | 018:110 | +7    | 06     |
| 3.  | NÛK          | 3   | 1 | 0 | 2 | 005:220 | −17   | 03     |
| 4.  | B-67 Nuuk II | 3   | 0 | 0 | 3 | 007:260 | −19   | 0      |

|              | Ergebnis |              |
| ------------ | -------- | ------------ |
| B-67 Nuuk    | 13:00    | B-67 Nuuk II |
| NÛK          | 1:9      | NÛK II       |
| B-67 Nuuk    | 12:00    | NÛK          |
| B-67 Nuuk II | 6:9      | NÛK II       |
| B-67 Nuuk    | 4:0      | NÛK II       |
| B-67 Nuuk II | 1:4      | NÛK          |

### Zwischenrunde
Diskobucht
| Pl. | Verein                  | Sp. | S | U | N | Tore    | Diff. | Punkte |
| --- | ----------------------- | --- | - | - | - | ------- | ----- | ------ |
| 1.  | Kugsak-45 Qasigiannguit | 5   | 5 | 0 | 0 | 027:500 | +22   | 15     |
| 2.  | N-48 Ilulissat          | 5   | 3 | 1 | 1 | 016:600 | +10   | 10     |
| 3.  | T-41 Aasiaat            | 5   | 3 | 1 | 1 | 010:100 | ±0    | 10     |
| 4.  | I-69 Ilulissat          | 5   | 1 | 1 | 3 | 012:120 | ±0    | 04     |
| 5.  | Disko-76 Qeqertarsuaq   | 5   | 1 | 1 | 3 | 011:230 | −12   | 04     |
| 6.  | R-77 Oqaatsut           | 5   | 0 | 0 | 5 | 006:260 | −20   | 0      |

|                         | Ergebnis |                         |
| ----------------------- | -------- | ----------------------- |
| I-69 Ilulissat          | 1:2      | N-48 Ilulissat          |
| Kugsak-45 Qasigiannguit | 7:1      | Disko-76 Qeqertarsuaq   |
| T-41 Aasiaat            | 2:1      | R-77 Oqaatsut           |
| Kugsak-45 Qasigiannguit | 2:1      | N-48 Ilulissat          |
| Disko-76 Qeqertarsuaq   | 2:5      | T-41 Aasiaat            |
| I-69 Ilulissat          | 7:0      | R-77 Oqaatsut           |
| Disko-76 Qeqertarsuaq   | 2:6      | N-48 Ilulissat          |
| Kugsak-45 Qasigiannguit | 6:1      | R-77 Oqaatsut           |
| I-69 Ilulissat          | 1:2      | T-41 Aasiaat            |
| I-69 Ilulissat          | 2:2      | Disko-76 Qeqertarsuaq   |
| R-77 Oqaatsut           | 1:7      | N-48 Ilulissat          |
| Kugsak-45 Qasigiannguit | 6:1      | T-41 Aasiaat            |
| T-41 Aasiaat            | 0:0      | N-48 Ilulissat          |
| Disko-76 Qeqertarsuaq   | 4:3      | R-77 Oqaatsut           |
| I-69 Ilulissat          | 1:6      | Kugsak-45 Qasigiannguit |

### Schlussrunde

#### Vorrunde
Gruppe A
| Pl. | Verein                | Sp. | S | U | N | Tore    | Diff. | Punkte |
| --- | --------------------- | --- | - | - | - | ------- | ----- | ------ |
| 1.  | NÛK                   | 3   | 3 | 0 | 0 | 009:300 | +6    | 09     |
| 2.  | Kâgssagssuk Maniitsoq | 3   | 1 | 1 | 1 | 008:800 | ±0    | 04     |
| 3.  | N-48 Ilulissat        | 3   | 1 | 0 | 2 | 006:900 | −3    | 03     |
| 4.  | FC Malamuk Uummannaq  | 3   | 0 | 1 | 2 | 007:100 | −3    | 01     |

| Datum           |                       | Ergebnis |                       | Ort       |
| --------------- | --------------------- | -------- | --------------------- | --------- |
| 24. August 1997 | NÛK                   | 4:1      | N-48 Ilulissat        | Maniitsoq |
| 24. August 1997 | Kâgssagssuk Maniitsoq | 4:4      | FC Malamuk Uummannaq  | Maniitsoq |
| 25. August 1997 | N-48 Ilulissat        | 2:4      | Kâgssagssuk Maniitsoq | Maniitsoq |
| 25. August 1997 | NÛK                   | 3:2      | FC Malamuk Uummannaq  | Maniitsoq |
| 26. August 1997 | NÛK                   | 2:0      | Kâgssagssuk Maniitsoq | Maniitsoq |
| 26. August 1997 | N-48 Ilulissat        | 3:1      | FC Malamuk Uummannaq  | Maniitsoq |

Gruppe  B
| Pl. | Verein                  | Sp. | S | U | N | Tore    | Diff. | Punkte |
| --- | ----------------------- | --- | - | - | - | ------- | ----- | ------ |
| 1.  | K-33 Qaqortoq           | 3   | 2 | 1 | 0 | 019:600 | +13   | 07     |
| 2.  | Kugsak-45 Qasigiannguit | 3   | 2 | 0 | 1 | 015:700 | +8    | 06     |
| 3.  | ATA Tasiilaq            | 3   | 1 | 0 | 2 | 006:240 | −18   | 03     |
| 4.  | B-67 Nuuk               | 3   | 0 | 1 | 2 | 006:900 | −3    | 01     |

| Datum           |                         | Ergebnis |                         | Ort       |
| --------------- | ----------------------- | -------- | ----------------------- | --------- |
| 24. August 1997 | K-33 Qaqortoq           | 12:1     | ATA Tasiilaq            | Maniitsoq |
| 24. August 1997 | B-67 Nuuk               | 1:3      | Kugsak-45 Qasigiannguit | Maniitsoq |
| 25. August 1997 | K-33 Qaqortoq           | 4:2      | Kugsak-45 Qasigiannguit | Maniitsoq |
| 25. August 1997 | ATA Tasiilaq            | 3:2      | B-67 Nuuk               | Maniitsoq |
| 26. August 1997 | Kugsak-45 Qasigiannguit | 10:20    | ATA Tasiilaq            | Maniitsoq |
| 26. August 1997 | K-33 Qaqortoq           | 3:3      | B-67 Nuuk               | Maniitsoq |

#### Platzierungsspiele
| Datum       |               | Ergebnis |                         | Ort       |
| ----------- | ------------- | -------- | ----------------------- | --------- |
| August 1997 | NÛK           | 2:0      | Kugsak-45 Qasigiannguit | Maniitsoq |
| August 1997 | K-33 Qaqortoq | 3:2      | Kâgssagssuk Maniitsoq   | Maniitsoq |

Spiel um Platz 7
| Datum       |           | Ergebnis |                      | Ort       |
| ----------- | --------- | -------- | -------------------- | --------- |
| August 1997 | B-67 Nuuk | 5:2      | FC Malamuk Uummannaq | Maniitsoq |

Spiel um Platz 5
| Datum       |                | Ergebnis |              | Ort       |
| ----------- | -------------- | -------- | ------------ | --------- |
| August 1997 | N-48 Ilulissat | 2:5      | ATA Tasiilaq | Maniitsoq |

Spiel um Platz 3
| Datum       |                       | Ergebnis |                         | Ort       |
| ----------- | --------------------- | -------- | ----------------------- | --------- |
| August 1997 | Kâgssagssuk Maniitsoq | 2:4      | Kugsak-45 Qasigiannguit | Maniitsoq |

Finale
| Datum       |     | Ergebnis  |               | Ort       |
| ----------- | --- | --------- | ------------- | --------- |
| August 1997 | NÛK | 4:0 (1:0) | K-33 Qaqortoq | Maniitsoq |